# Jack Jackson
Jack Jackson (1124 - ?) è un personaggio immaginario, protagonista del romanzo I pilastri della Terra di Ken Follett pubblicato nel 1989.

## Il personaggio
Jack è, nella seconda parte, il protagonista del romanzo. Inizialmente il personaggio principale al centro della vicenda è il patrigno Tom il costruttore con la sua famiglia, che Jack e sua madre Ellen incontrano nella foresta, per poi unirsi a loro. Assomiglia molto al padre deceduto, Jack Shareburg, soprattutto per i capelli rossi. Alquanto stravagante e misterioso; inizialmente non parla con gli estranei, compreso Tom, ma poi si apre soprattutto con quest'ultimo, dimostrando una grande passione per la scultura. Sarà lui, infatti, a scolpire la statua di Sant'Adolfo per la nuova cattedrale, sotto consiglio di Tom, e numerose altre statue di abbellimento. Jack conosce il francese, l'inglese e il latino, quest'ultimo imparato durante il periodo da novizio al priorato di Kingsbridge. Molto intelligente e determinato, impara velocemente.

## Biografia
Jack nasce in una grotta poco distante da Kingsbridge. La mamma lo dà alla luce da sola perché il padre, Jack Shareburg, era stato fatto impiccare mesi prima con un pretesto. Il piccolo Jack viene istruito dalla madre ed impara il francese e l'inglese, stupendo la madre per la sua intelligenza. Impara a cacciare le anitre e pian piano la foresta diventa il suo habitat naturale.
Dopo la morte della moglie di Tom il costruttore, conosciuto pochi giorni prima, Jack e la madre decidono di seguire il muratore e i suoi figli nella ricerca di un lavoro. Il ragazzo arriverà con la sua nuova famiglia nel castello del conte di Shiring dove assistono alla cattura del conte accusato di tradimento. Tom, ancora senza lavoro, è costretto a trasferirsi a Kingsbridge dove però non possono assumerlo. Jack, per mettere fine alle peregrinazioni della sua famiglia, di notte entra nella cattedrale e appicca il fuoco al tetto facendo crollare l'intera costruzione. Grazie al suo gesto, Tom trova lavoro proprio a Kingsbridge come mastro costruttore della nuova cattedrale che dovrà sorgere sulle ceneri della vecchia.
Jack passa i primi mesi nella città ma Ellen, la madre, decide di tornare nella foresta a causa del suo passato con il priorato. Torneranno dopo un anno, Jack è ormai adolescente e diventa apprendista di Tom e stupisce la comunità cittadina per l'incredibile maestria nello scolpire.
Dopo l'ennesima lite col fratellastro Alfred, il priore della città decide di sfruttare la sua intelligenza nel monastero e lo nomina novizio. Nel periodo di noviziato impara il latino e la filosofia ma alla fine capisce che il mondo monastico non è fatto per lui. Dopo una lite con alcuni monaci viene rinchiuso nella cella di detenzione ma grazie all'aiuto della madre riesce a fuggire e cerca di impedire il matrimonio tra la sua amata Aliena e il fratellastro Alfred. Fa l'amore con Aliena, ma poi scappa via a causa del rifiuto di Aliena di non sposare Alfred (in realtà la ragazza sposava Alfred solo per avere i soldi per finanziare il fratello Richard come cavaliere). 
Andrà in Francia, poi in Spagna e di nuovo in Francia dove riabbraccerà Aliena che nel frattempo era partita per cercarlo. Mentre compie il viaggio di ritorno in Normandia trova la famiglia di suo padre che all'inizio lo crede un fantasma dato l'aspetto così simile al padre e poi scopre che tutti lo credevano morto ben prima della nascita di Jack essendo salito sulla White Ship  che è affondata e non avendo sue notizie. Jack torna a Kingsbridge, diventa mastro costruttore e riesce nell'impresa di ricostruire la cattedrale, portando a termine il lavoro iniziato anni prima dal patrigno Tom e di sposare l'amata Aliena.

## Adattamento televisivo
Nella miniserie televisiva I pilastri della Terra (uscita in Italia nel 2010), che ripercorre le vicende del romanzo, Jack è interpretato da Eddie Redmayne.